# Tri Nations 2005
Il Tri Nations 2005 (in inglese 2005 Tri Nations Series) fu la 10ª edizione del torneo annuale di rugby a 15 tra le squadre nazionali di Australia, Nuova Zelanda e Sudafrica.
Si tenne dal 30 luglio al 3 settembre 2005 e fu vinto per la sesta volta dalla Nuova Zelanda.
Svoltosi con un calendario invertito rispetto all'edizione precedente (apertura in Sudafrica e chiusura in Nuova Zelanda, con le due partite centrali in Australia) vide il ritorno alla vittoria degli All Blacks grazie alle due prestazioni interne; nel penultimo turno sconfissero il Sudafrica, unica sfidante di stagione al titolo, e nell'ultima giornata batterono l'Australia, ultima in classifica a zero vittorie.
Il primo decennio di Tri Nations, e di rugby a 15 professionistico, si concluse con 6 vittorie neozelandesi contro 4 complessive (due ciascuna) delle altre due rivali.
Il valore delle marcature, come stabilito dall’IRFB nel 1992, era: 5 punti per ciascuna meta (7 se trasformata), 3 punti per la realizzazione di ciascun calcio piazzato, idem per il drop.

## Nazionali partecipanti e sedi
| Squadra       | Città                   | Impianto interno                        |
| ------------- | ----------------------- | --------------------------------------- |
| Australia     | Brisbane Subiaco        | Lang Park Subiaco Oval                  |
| Nuova Zelanda | Auckland Dunedin        | Eden Park Carisbrook                    |
| Sudafrica     | Città del Capo Pretoria | Newlands Stadium Stadio Loftus Versfeld |

## Risultati
| Arbitro: | Paul Honiss |

|                |      |            |
| Paulse         | mt   | Smith      |
| Montgomery     | tr   | Giteau     |
| Montgomery (3) | c.p. | Giteau (3) |

| Arbitro: | Andrew Cole |

|                |      |            |
| de Villiers    | mt   | Gear       |
| Montgomery     | tr   | Carter     |
| Montgomery (4) | c.p. | Carter (3) |
| Pretorius      | drop |            |

| Arbitro: | Tony Spreadbury |

|            |      |                      |
| Mitchell   | mt   | Weepu McCaw Rokocoko |
| Giteau     | tr   | Carter (2) McAlister |
| Giteau (2) | c.p. | Carter (3)           |

| Arbitro: | Alain Rolland |

|                   |      |                |
| Rathbone          | mt   | Habana (2)     |
| Rogers            | tr   |                |
| Rogers (3) Giteau | c.p. | Montgomery (3) |
|                   | drop | Montgomery     |

| Arbitro: | Joël Jutge |

|                                |      |                        |
| Rokocoko (2) MacDonald Mealamu | mt   | Habana Januarie Fourie |
|                                | tr   | Montgomery (3)         |
| MacDonald                      | c.p. | Montgomery (2)         |

| Arbitro: | Chris White |

|                         |      |                                   |
| Howlett (3) McCaw       | mt   | Chisholm Gerrard Tuqiri Johansson |
| MacDonald               | tr   | Rogers (2)                        |
| MacDonald McAlister (3) | c.p. |                                   |

## Classifica
| Pos | Squadra       | G | V | N | P | PF  | PS  | DP  | BMP | Pt |
| --- | ------------- | - | - | - | - | --- | --- | --- | --- | -- |
| 1   | Nuova Zelanda | 4 | 3 | 0 | 1 | 111 | 86  | +25 | 3   | 15 |
| 2   | Sudafrica     | 4 | 3 | 0 | 1 | 93  | 82  | +11 | 1   | 13 |
| 3   | Australia     | 4 | 0 | 0 | 4 | 72  | 108 | −36 | 3   | 3  |